# Jean-Yves Lorant
Pour les articles homonymes, voir Lorant.
Ne doit pas être confondu avec Yves Saint Laurent.
Jean-Yves Lorant (né en 1957) est un historien français de l'aéronautique et le phototèquaire du Service historique de la Défense.

## Biographie
Jean Yves Lorant  publie son premier article comme pigiste en 1975, dans Le Fanatique de l'Aviation. Incorporé dans l’Armée de l'Air et détenteur d'une licence de pilote privé, il est affecté à la Base aérienne 901 Drachenbronn, centre de contrôle radar implanté dans l'Ouvrage du Hochwald de la ligne Maginot près de Wissembourg en Alsace, qui formait aussi les fusiliers-commandos de l’air et disposait d’un unique Broussard détaché par l’escadron “Verdun”. Il est affecté au journal de base. Plus tard, Michel Marrand reprend la rédaction en chef du Fanatique de l’Aviation, et le rappelle. 
Il est engagé au Musée de l'Air et de l'Espace, en 1980 par le général Pierre Lissarrague, où il passe seize ans. Marcellin Hodeir et le général Hugues Silvestre de Sacy, lui font intégrer le Service historique de la Défense - ancien S.H.A.A. - à Vincennes pendant vingt ans où il gère la photothèque.
inspiré par La vieille équipe de Bernard Dupérier, Le Grand Cirque et Feux du ciel de Pierre Clostermann, La grande chasse de Heinz Knoke et Start in Morgengrauen (Décollage à l’aube), de Werner Girbig, il publie un livre sur le Jagdgeschwader 300 avec Richard Goyat, retraçant les six derniers mois de la chasse allemande. Pour cela il était rentré, entre 1976 et 1978, en relation avec des survivants du groupe d’assaut de la JG 300.